# Beate Seidler
Beate Seidler, connue aussi sous son nom de naissance Beate Müller, née en 1963, est une joueuse de squash représentant l'Allemagne. Elle est finaliste des championnats d'Allemagne à 2 reprises, face à l’invincible Sabine Schöne qui remporte 17 titres.

## Biographie
Elle participe à cinq championnats du monde en 1985, 1987, 1989, 1990 et 1994. Son meilleur résultat est aux championnats du monde 1987 où elle s'incline au troisième tour face à Joanne Williams. En 1988 et 1989, Seidler est finaliste des championnats d'Allemagne face à Sabine Schöne.

## Palmarès

### Finales
- Championnats d'Allemagne : 2 finales (1988, 1989)
- Championnats d'Europe de squash par équipes : 1994